# Sitz (Reiten)

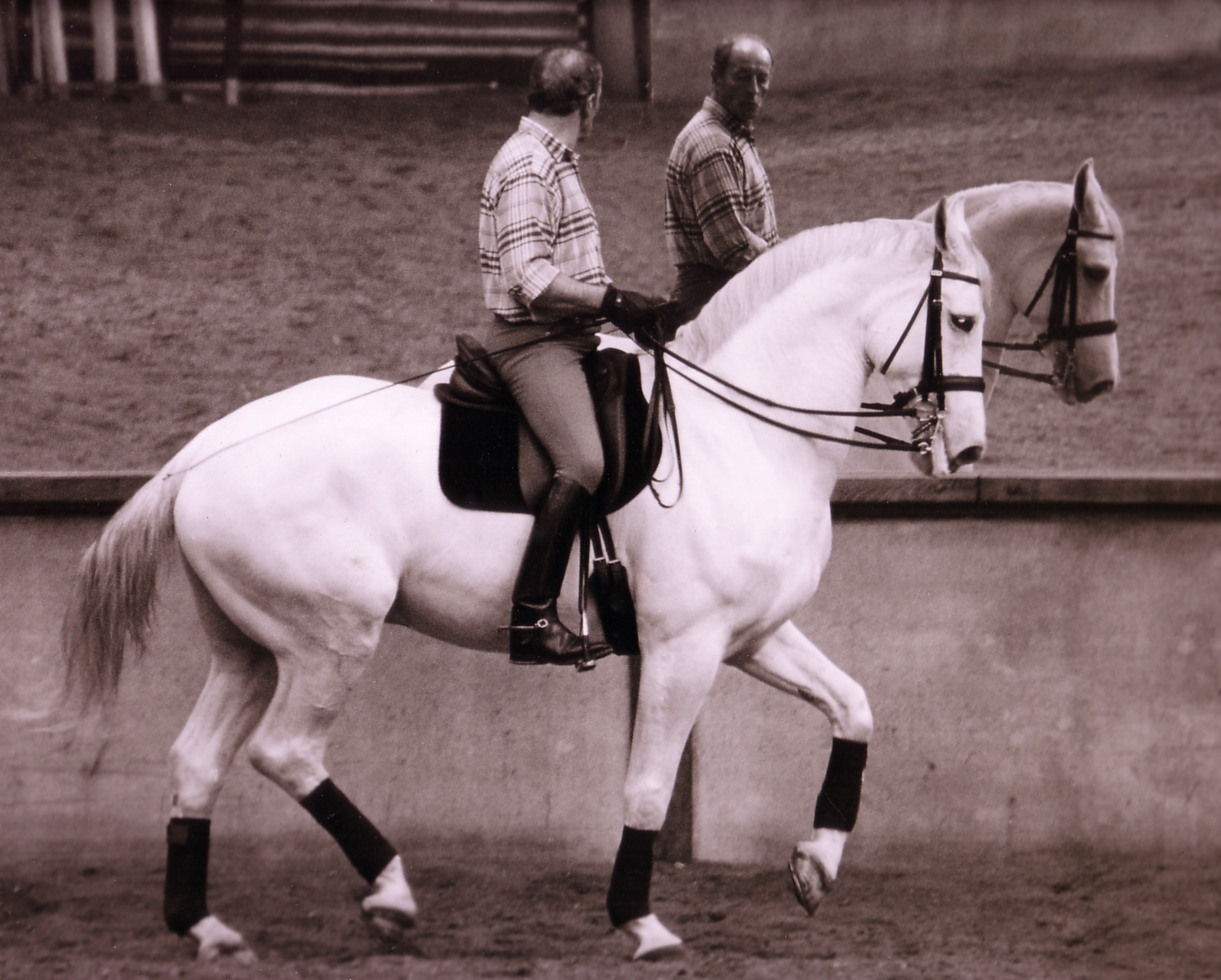
Reiter kontrolliert seinen Dressursitz im Spiegel, Schritt

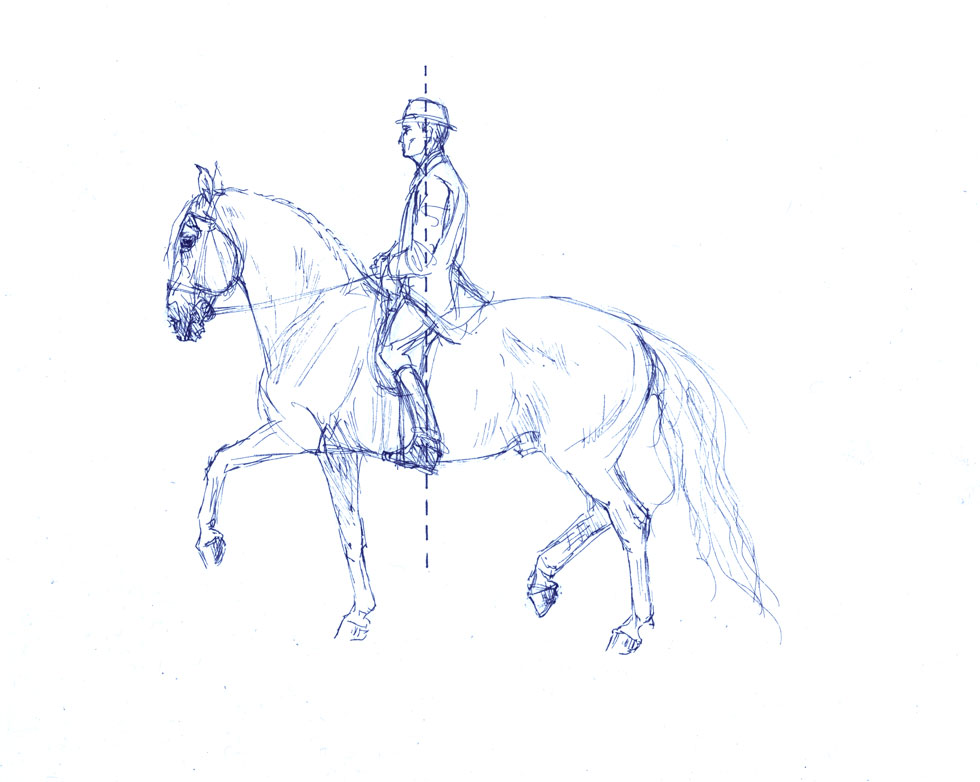
Schwerpunktlinie

Dressursitz im Galopp

Der Sitz ist beim Reiten die Haltung auf dem Pferd und das Mitgehen mit Bewegung. Der Sitz die Grundlage des Reitens und hängt von der Reitweise ab. 
Der Reiter sitzt ruhig über dem Schwerpunkt des Pferdes und folgt dessen Bewegungen flexibel. Das Bein liegt locker am Pferd an. Der Rumpf bildet das stabile Zentrum. Unabhängig vom Reitstil ist ein ausbalancierter Sitz für den unabhängigen Einsatz von Armen, Beinen und Gewichtshilfen unerlässlich.

## Geschichte und Reitweisen
Im Laufe der Zeit hat sich die Vorstellung vom idealen Sitz gewandelt. Die antiken Griechen kannten keine Steigbügel und saßen im Stuhlsitz mit herabhängenden Unterschenkeln während z. B. Pluvinel den Spaltsitz mit gestrecktem Bein als Ideal beschreibt. Ob der Unterschenkel in der Grundstellung mehr oder weniger am Pferd anliegen, hängt von der Reitweise ab.

## Dressursitz
Der Dressursitz ist aufrecht und der Rumpf senkrecht. Das Gewicht ist gleichmäßig auf den beiden Sitzbeinhöckern auf dem tiefsten Punkt des Sattels verteilt. Der Reiter sitzt locker „im“ Pferd. Die Hüfte ist richtig gekippt, wenn das Druckgefühl auf den beiden Sitzbeinhöckern maximal ist. Ein zu stark vorgekipptes Becken (also Rückenmuskeln stärker benutzt) führt zum sogenannten Spaltsitz mit steil hängenden Beinen, ein zu weit nach hinten gekipptes Becken (Bauchmuskeln angespannt) zieht die Beine mit hoch und führt dadurch zum Stuhlsitz. Die Schulterblätter sind flach angelegt (keine "Engelsflügel"), leicht nach unten und zurückgenommen, aber nicht nach hinten gezogen. Der Kopf ist etwas nach hinten genommen.
Die Beine hängen seitlich am Pferderumpf elastisch nach unten. Die Knie liegen tief (Knie nicht hochziehen) und sind dicht am Sattel angelegt (weder "offenes" Knie, noch mit den Knien "klammern"). Die Unterschenkel hängen locker an der Seite herab und halten Fühlung mit dem Pferdeleib ("atmender" Schenkel). Die Fußgelenke federn dabei locker nach unten durch. Die Fußspitzen zeigen nach vorne, insbesondere wenn Sporen getragen werden. Der Absatz ist der tiefste Punkt des Reiters. Kopf, Rücken, Becken und Ferse sollen in etwa in der Schwerpunktlinie des Reiters liegen. Bei Verwendung von Steigbügeln ruht der Fuß mit dem Ballen auf dem Bügel, der Steigbügelriemen hängt senkrecht herunter.
Die Oberarme hängen gerade herunter. Die Ellbogen liegen leicht an den Hüften an. Pferdemaul, Zügel, Hände und Ellenbogen bilden eine gerade Linie, die Hände sind weder nach unten gedrückt noch nach oben gezogen. Die zur Faust geschlossene Hand (keine offene Hand) wird senkrecht getragen (keine verdeckten Fäuste). Die Hände werden vor dem Bauch getragen. Bei Paraden bleiben die Hände stehen und werden nicht nach hinten bewegt (unsichtbare Hilfengebung).
Die korrekte Form hängt von der Gleichgewichtssituation sowie der Anatomie des Reiters ab. Sie kann nicht nur nach Lehrbuch beurteilt werden, sondern muss auch das Wohlbefinden von Reiter und Pferd berücksichtigen.
Abweichungen vom Standardsitz: Die Unterarme können weiter nach unten geführt werden, bis die Fäuste auf den Oberschenkeln aufliegen, wenn das Pferd vorwärts-abwärts geführt werden soll. Bei jungen Pferden in der Ausbildung können die Zügel etwas breiter geführt werden. Beim Westernreiten und auch bei jungen Pferden kann der Druckzügel verwendet werden. Die Hände können bei höherer Versammlung des Pferdes höher getragen werden, sofern die Gewichtshilfen des Reiters dies ausgleichen können. In der Hohen Schule können die Ellbogen etwas weiter nach hinten und die Hände mehr vor den Reiterbauch gestellt werden. In der hohen Schule kann der Steigbügel auch mit den Zehen erfasst werden und der gesamte Schenkel damit etwas weiter nach hinten kommen.

## Aussitzen

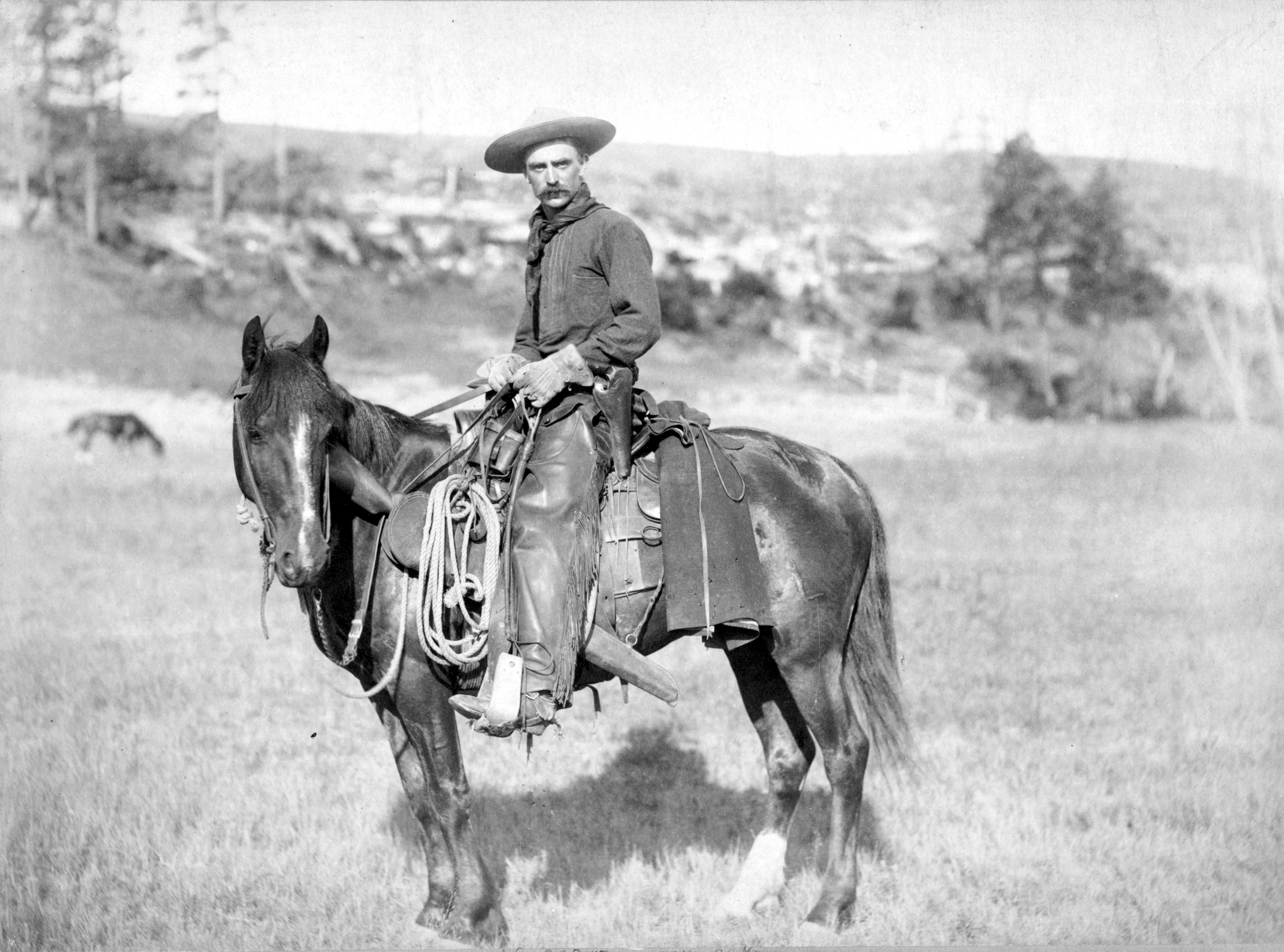
In den Arbeitsreitweisen werden die Steigbügel meist sehr lang eingestellt, um ein entspanntes Aussitzen über viele Stunden zu ermöglichen.

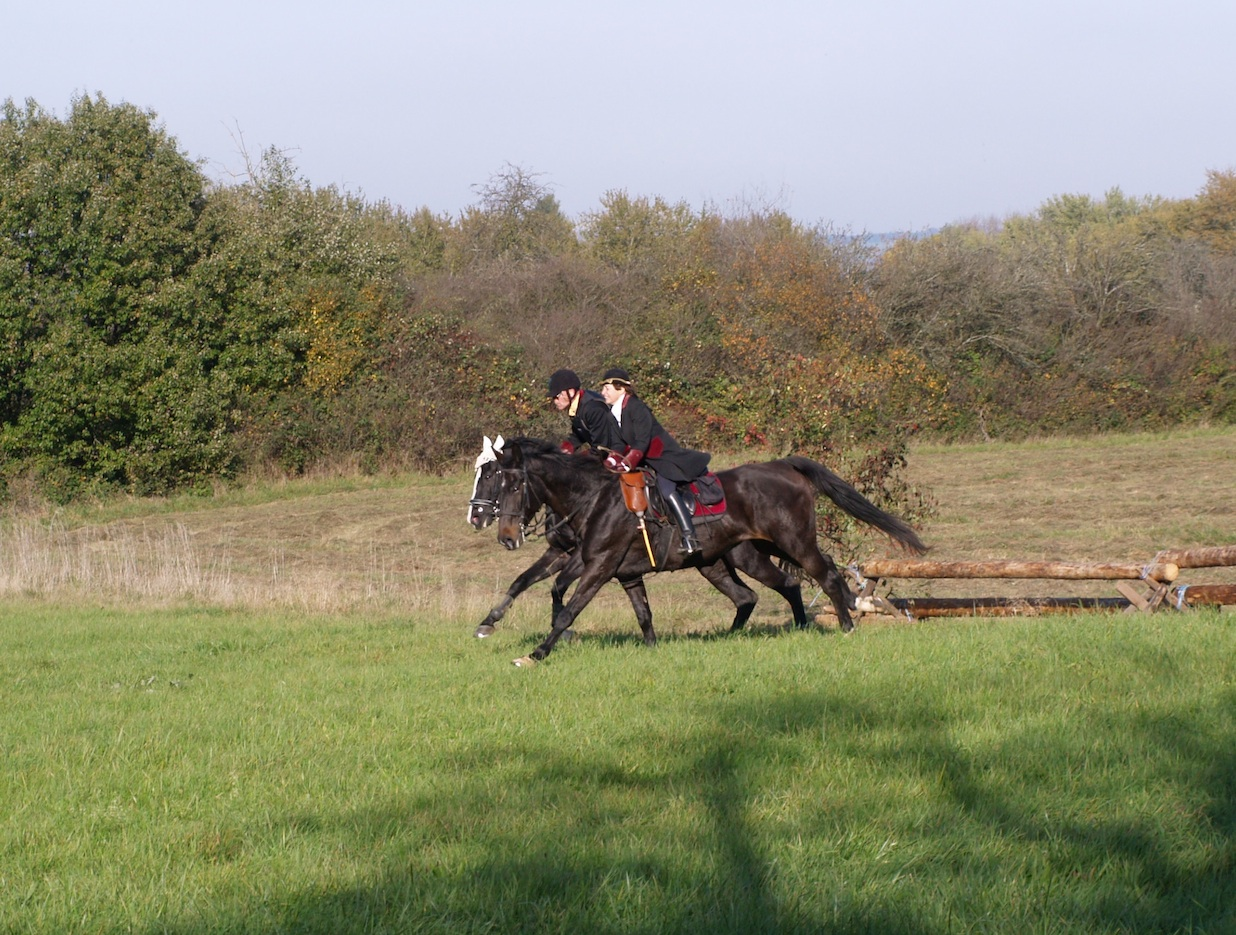
Leichter Sitz

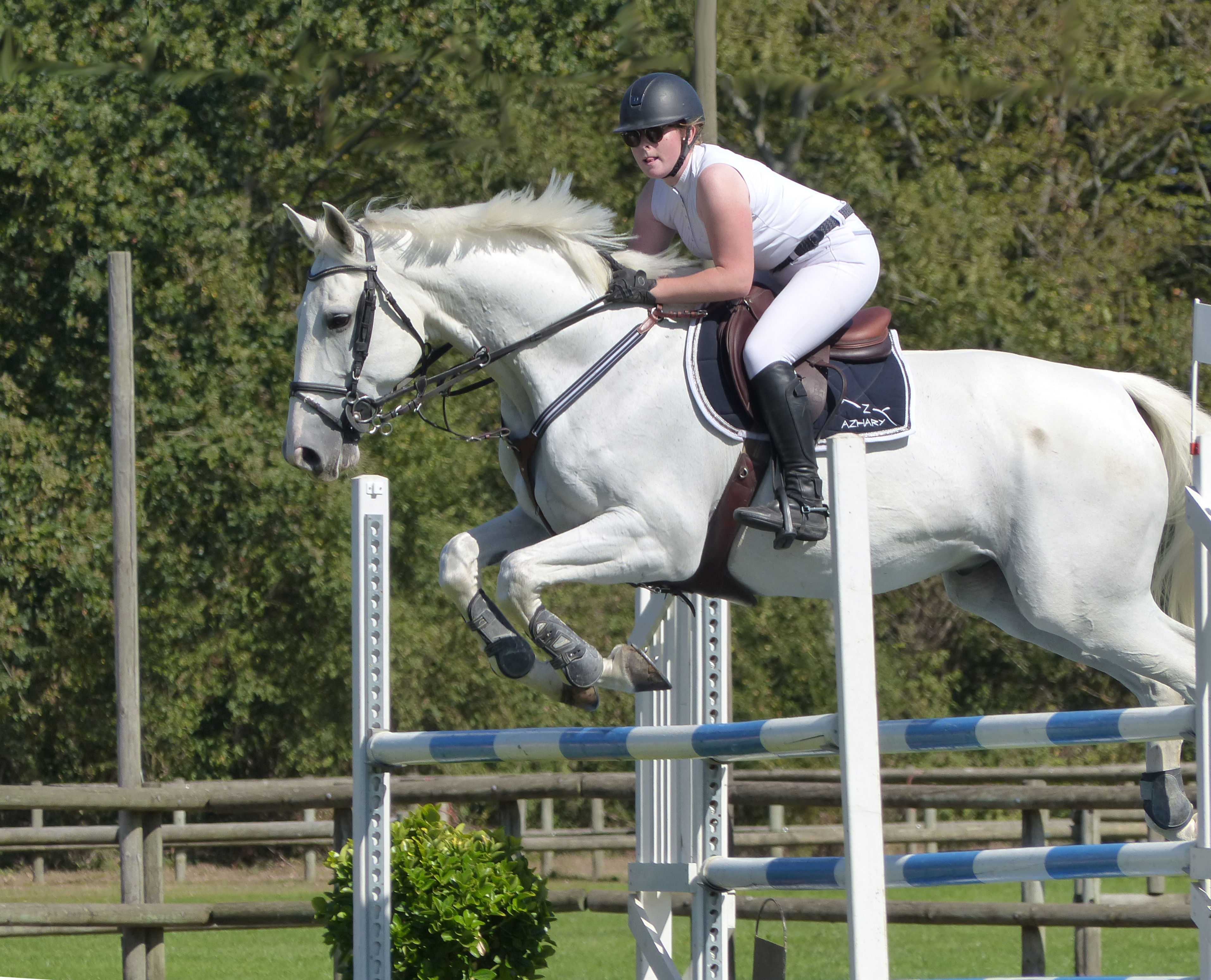
Springsitz

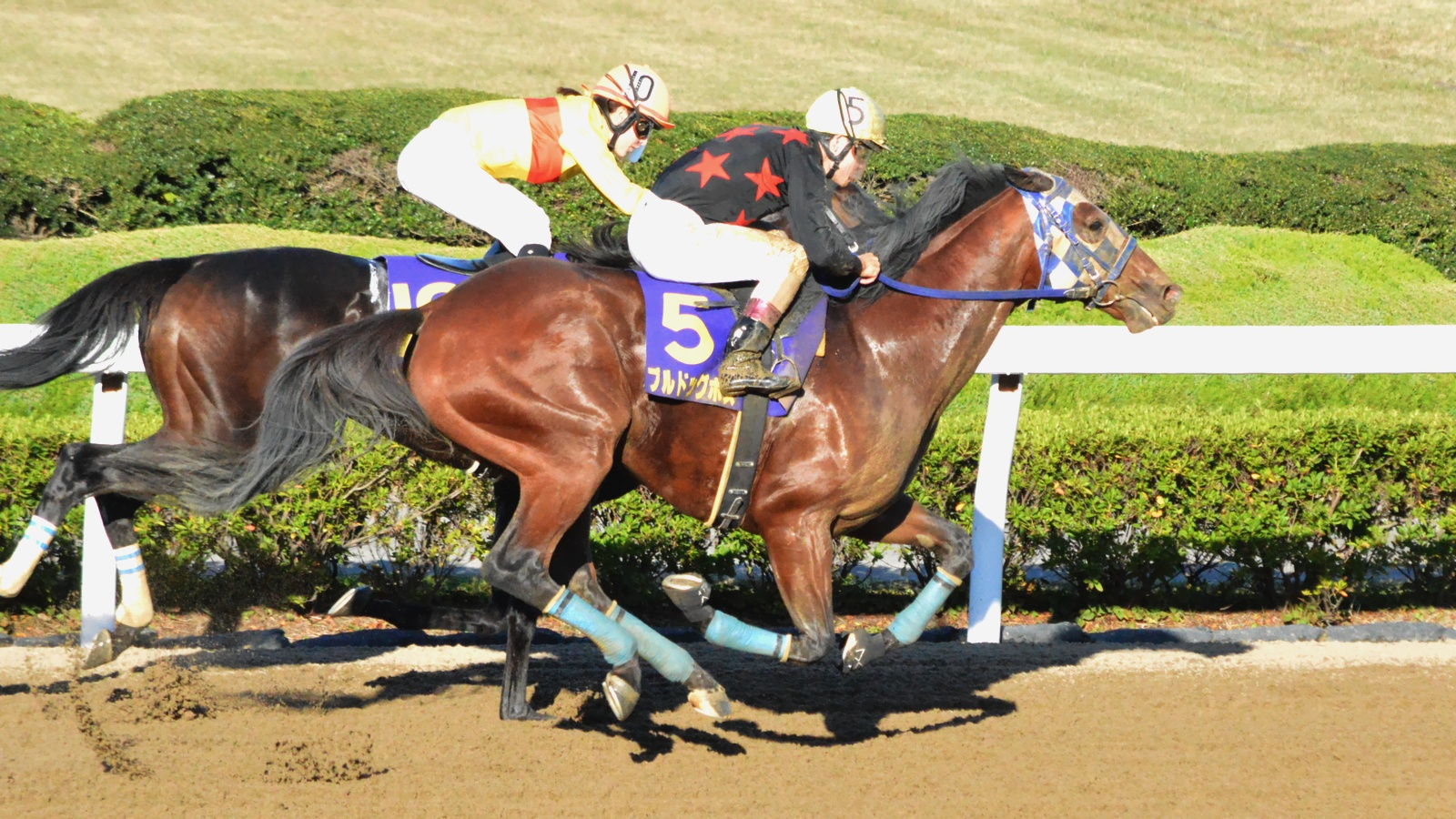
Rennsitz

Beim Aussitzen sitzt der Reiter ruhig im Sattel und geht jede Pferdebewegung ohne Kraftaufwand mit. In Dressuraufgaben wird angegeben, wenn leichtgetrabt werden muss, ansonsten wird ausgesessen.
Sowohl in den Arbeitsreitweisen (Western, Doma Vaquera, Camargue etc.) als auch in den klassischen Schulreitweisen (Barock, Doma Clásica etc.) wird generell ausgesessen. Ein korrekt nach den Prinzipien der klassischen Reitkunst ausgebildetes Barockpferd kann zum Lösen auch ausgesessen werden.

## Leichttraben
Beim Leichttraben lässt der Reiter sich bei jedem zweiten Trabtritt aus dem Sattel heben, indem er den natürlichen Schwung durch verstärktes Austreten der Bügel unterstützt und so einen Takt in der Schwebe bleibt (es sieht so aus, als ob der Reiter aufsteht), bevor er wieder einsitzt.

## Leichter Sitz
Beim Leichten Sitz, auch Entlastungssitz genannt, geht man mit dem Gesäß etwas aus dem Sattel und neigt den Oberkörper etwas vor, um den Rücken des Pferdes zu entlasten. Der Leichte Sitz kommt meist im Galopp im Gelände zum Einsatz, kann aber auch auf sehr unebenen oder tiefen Strecken, oder in der Lösungsphase im Trab angewandt werden. Dabei ist es wichtig, das Gesäß über dem Sattel in Position zu halten und den Oberkörper etwa parallel zum Pferdehals mitschwingen zu lassen. Der Leichte Sitz ist eine gute Übung für den Springsitz.

## Springsitz
Die Idee des modernen Springsitzes stammt vom italienischen Rittmeister Federico Caprilli. Gegen Ende des 19. Jahrhunderts entwickelte Caprilli im Gegensatz zum bis dahin üblichen, nach hinten geneigten Springsitz den nach vorn geneigten Springsitz. Dieser neue Springstil gab dem Pferd mehr Freiheit in der Bewegung; im alten Springstil wurde der Oberkörper zurück und die Beine nach vorne genommen, so dass der Reiter bei der Landung stabilen Stand hatte. Der Springsitz gleicht dem Leichten Sitz, allerdings sind die Steigbügel kürzer verschnallt und der Reiter beugt sich tiefer übers Pferd.

## Rennsitz
Bei Pferderennen steht der Jockey im sogenannten Rennsitz sehr hoch über dem Sattel, um die Bewegung des Pferdes möglichst wenig zu behindern. Durch die sehr hoch verschnallten Steigbügel und die starke Beugung des Knies wirkt der Rennsitz wie ein Knien im Sattel.

## Damensitz
Beim Damensitz, oder Seitsitz, befinden sich beide Beine auf einer Seite des Pferdes, normalerweise links. Der Damensitz hat seinen Ursprung in der Antike und entwickelte sich im Mittelalter in Europa, um Frauen mit langen Röcken das Reiten zu ermöglichen.